# Heinrich Hartl (Geodät)
Heinrich Joseph Franz Hartl (* 23. Januar 1840 in Brünn; † 3. April 1903 in Wien) war ein österreichischer Geodät.

## Leben
Heinrich Hartl war der Sohn eines k.k. Beamten, besuchte die Realschule in Brünn und studierte anschließend von 1856 bis 1859 Mathematik am k.k. Polytechnischen Institut in Wien. Nach dem Studium trat er als Kadett in das Heer ein und machte den Feldzug 1859 mit dem Infanterieregiment 15 in Italien mit. 1861 wechselte Hartl zur Kriegsmarine und nahm am Seekrieg von 1864 teil. Danach wirkte er von 1865 bis 1898 am k.k. Militärgeographischen Institut, wurde 1887 Leiter der trigonometrischen Abteilung des Militärgeographischen Institutes und 1895 zum Oberst befördert.
Von 1873 bis 1875 führte Heinrich Hartl Ortsbestimmungen in der Türkei durch, gehörte ab 1882 der internationalen Erdmessung an und war von 1889 bis 1897 Leiter der Landesvermessung in Griechenland.
Nach seiner Pensionierung 1898 lehrte Hartl ab 1899 als ordentlicher Professor der Geodäsie an der Universität Wien.
Am 30. Oktober 1896 wurde Heinrich Hartl unter der Matrikel-Nr. 3095 als Mitglied in die Kaiserliche Leopoldino-Carolinische Deutsche Akademie der Naturforscher aufgenommen.
1899 wurde er zum Ehrendoktor (Dr. phil. h. c.) der Universität Wien ernannt.
Heinrich Hartl wurde am 5. April 1903 in Wien auf dem Baumgartner Friedhof (Gruppe F1, Nummer 196) bestattet.

## Schriften
- Die Höhenmessungen des Mappeurs. Anleitung zum trigonometrischen und barometrischen Höhenmessen. Teil 1, Verlag des K.K. Militärgeographischen Institutes, in Commission bei R. Lechner, Wien 1876, 2. Auflage 1884
- Die Höhenmessungen des Mappeurs. Anleitung zum trigonometrischen und barometrischen Höhenmessen. Teil 2, Verlag des K.K. Militärgeographischen Institutes, in Commission bei R. Lechner, Wien 1876, 2. Auflage 1884
- Die Landesvermessung in Griechenland. Verlag des K.K. Militärgeographischen Institutes, Wien 1894 PDF